# Lot 37 (Île-du-Prince-Édouard)
Lot 37 est un canton dans le comté de Queens, Île-du-Prince-Édouard, Canada. Il fait partie de la Paroisse Bedford.

## Population
- 504 (recensement de 2001)[1]
- 544 (recensement de 2006)[1]
- 587 (recensement de 2011)[2]

## Communautés
Incorporé :
- Mount Stewart

Non-incorporé :
- Dromore